# The Freddie Mercury Tribute Concert
гітарист «Queen» Браян Мей.
Концерт-данина Фредді Мерк'юрі заради проінформованості щодо СНІДу — це благодійний виступ, що відбувся у Великодній понеділок, 20 квітня 1992 року на стадіоні «Вемблі» в Лондоні, Англія, для аудиторії 72 000 осіб. Концерт зняли для телебачення продюсер Рей Бардіс, режисер Девід Маллет і він транслювався в прямому ефірі по телебаченню і радіо в 76 країнах світу, з аудиторією до одного мільярда чоловік. Концерт був даниною пам'яті вокаліста «Queen» Фредді Мерк'юрі, який помер від СНІДу 24 листопада 1991 року. Виступ ознаменував заключний великомасштабний концерт басиста Джона Дікона з «Queen» (за винятком короткого виступу з Браяном Меєм, Роджером Тейлором і Елтоном Джоном у 1997 році). Прибуток від концерту використали для запуску «Mercury Phoenix Trust», благодійної організації по боротьбі зі СНІДом.

## Історія
Після смерті Фредді Мерк'юрі 24 листопада 1991 року від бронхопневмонії, викликаної СНІДом, інші члени «Queen» (Джон Дікон, Браян Мей і Роджер Тейлор) зібралися разом зі своїм менеджером Джимом Бічем, щоб організувати концерт на честь життя і спадщини Мерк'юрі, а також зібрати гроші для дослідження СНІДу та поширення інформації про хворобу. У лютому 1992 року, на щорічній церемонії «Brit Awards», Мей і Тейлор оголосили про плани концерту. Коли квитки нарешті надійшли у продаж, всі 72 000 квитків були розпродані всього за три години, хоча ніяких імена жодного виконавця не було оголошено, крім членів «Queen».

## Концерт
Концерт почався з послання від трьох членів «Queen», які залишилися, на честь Фредді Мерк'юрі. Потім почалася музична частина, яка складалася з коротких наборів пісень від гуртів, які зазнали впливу музики «Queen», як-от «Metallica», «Extreme» (зіграли попурі з пісень «Queen»), «Def Leppard» (які привели Браяна Мея на сцену для виконання версії пісні «Now I'm Here») і «Guns N' Roses». Між виконанням гуртами музики було показано кілька відеокліпів на честь Фредді Мерк'юрі, у той час як дорожна команда виступу змінила сцену для початку наступного акту концерту.
У другій половині концерту виступили три учасники «Queen»: Джон Дікон (на басу), Браян Мей (на гітарі) і Роджер Тейлор (на барабанах) — разом з запрошеними співаками і гітаристами, у тому числі — Елтон Джон, Роджер Долтрі (з «The Who»), Тоні Айоммі (з «Black Sabbath»), Девід Бові, Мік Ронсон (зі «Spiders from Mars»), Джеймс Гетфілд (з «Metallica»), Джордж Майкл, Seal, Пол Янг, Енні Леннокс, Ліза Стенсфілд, Роберт Плант (з «Led Zeppelin»), Джо Елліотт і Філ Коллен (з «Def Leppard»), Ексл Роуз і Слеш (з «Guns N' Roses»), Лайза Міннеллі й інші. Через супутникове мовлення з Сакраменто, Каліфорнія, гурт «U2» присвятив Мерк'юрі живе виконання пісні «Until the End of the World».

## Реліз
Концерт спочатку вийшов у вигляді VHS (зазвичай в двох стрічках в усьому світі), але через обмеження за часом виконання пісень «Love of My Life» і «More Than Words» від гурту Extreme, пісень «Animal» і «Let's Get Rocked» від гурту «Def Leppard», пісні «The Majesty of Rock» гурту «Spinal Tap», пісні «Until the End of the World» гурту «U2», пісні «Special Star» гурту «Mango Groove» і версію пісні «Innuendo» Роберта Планта були видалені в оригінальному випуску. Американський реліз також пропустив виступ Боба Гелдофа з піснею «Too Late God» і виступ Дзуккеро Форначарі з піснею «Las Palabras de Amor».
У квітні 2002 року, до 10-річчя заснування організації з боротьби зі СНІДом «Mercury Phoenix Trust», друга половина концерту за участю останніх членів «Queen» вийшла на DVD і увійшла до чартів Великої Британії під номером 1. Пісня «Innuendo» не ввійшла до DVD на прохання Роберта Планта. Крім того, оригінальні кадри у форматі 4:3 були обрізані до широкоекранних.
24 червня 2013 року «Queen» оголосили на своїй сторінці в Facebook, що нова ремастеризована версія концерту вийде наприкінці 2013 року на DVD і Blu-Ray. DVD і Blu-Ray вийшли 2 вересня 2013 року. Як і в попередньому випуску VHS, ця версія не містить пісень «Love of My Life» і «More Than Words» гурту «Extreme», пісень «Animal» і «Let's Get Rocked» гурту «Def Leppard», виступ гурту «Spinal Tap», «U2» і «Mango Groove» із сегмента вступних актів концерту та «інсценування» виконання пісні «Innuendo» Робертом Плантом із сегменту концерту «Queen+».
Кліпи репетицій і набору пісень гурту «Metallica» (а також виконання Джеймсом Гетфілдом пісні «Stone Cold Crazy» з «Queen» і Тоні Айоммі) були показані в документальному фільмі 1992 року «Півтора року із життя Metallica».
Деякі пісні з концерту також вийшли в аудіо-форматі:
- 3-х пісенне виконання гурту «Metallica» ввійшло до синглу британського туру «Nothing Else Matters» під назвою «Live at Wembley Stadium» і вийшло в Європі всього через тиждень після концерту, 27 квітня 1992 року.
- виконання пісні «Knockin' on heaven's Door» гуртом «Guns N' Roses» вийшло в серпні 1992 року як подвійна А-сторона з оригінальним студійним записом пісні гуртом «Guns N' Roses»; воно також пізніше потрапило до альбому гурту «Live Era '87–'93». Сингл потрапив до чарту синглів Великої Британії, посівши № 2.
- гурт «Def Leppard» випустив свою версію пісні «Now I'm Here» з Браяном Меєм з концерту як Б-сторона до їх синглу «Tonight».
- виступ Джорджа Майкла з «Queen» вийшов на мініальбомі «Five Live» у квітні 1993 року. Він потрапив до чарту синглів Великої Британії, посівши № 1.
- виконання пісень «All The Young Dudes» і «Heroes» Девідом Бові з «Queen» вийшло на саундтреці до фільму «Beside Bowie: The Mick Ronson Story» у 2018 році.

## Учасники

### Без Queen
1. «Metallica» — «Enter Sandman», «Sad but True», «Nothing Else Matters»
2. «Extreme» — попурі з пісень «Queen», «Love of My Life», «More Than Words» (Гарі Чероне і Нуно Беттенкур)
3. «Def Leppard» — «Animal», «Let's Get Rocked», «Now I'm Here» (з Браяном Меєм)
4. Боб Гелдоф — «Too Late God»
5. «Spinal Tap» — «The Majesty of Rock»
6. «U2» — «Until the End of the World» — гра через супутникове мовлення з Сакраменто, Каліфорнія
7. «Guns N' Roses» — «Paradise City», «Only Women Bleed», «Knockin' on Heaven's Door»
8. «Mango Groove» — «Special Star» — гра через супутникове мовлення з Йоханнесбургу, Південна Африка
9. Елізабет Тейлор — промова щодо профілактики СНІДу
10. Фредді Мерк'юрі — зібрання відео з різними взаємодіями з аудиторією

### З Queen
1. Queen + Джо Елліотт і Слеш — «Tie Your Mother Down»
2. Queen + Роджер Долтрі і Тоні Айоммі — «Heaven and Hell» (вступ), «Pinball Wizard» (вступ), «I Want It All»
3. Queen + Дзуккеро — «Las Palabras de Amor»
4. Queen + Гарі Чероне і Тоні Айоммі — «Hammer to Fall»
5. Queen + Джеймс Гетфілд і Тоні Айоммі — «Stone Cold Crazy»
6. Queen + Роберт Плант — «Innuendo» (включаючи частину з «Kashmir»), «Thank You» (вступ), «Crazy Little Thing Called Love»
7. Браян Мей + Спайк Едні — «Too Much Love Will Kill You»
8. Queen + Пол Янг — «Radio Ga Ga»
9. Queen + Seal — «Who Wants to Live Forever»
10. Queen + Ліза Стенсфілд — «I Want to Break Free»
11. Queen + Девід Бові і Енні Леннокс — «Under Pressure»
12. Queen + Іен Хантер, Девід Бові, Мік Ронсон, Джо Елліотт і Філ Коллен — «All the Young Dudes»
13. Queen + Девід Бові і Мік Ронсон — «Heroes»
14. Девід Бові — «Lord's Prayer»
15. Queen + Джордж Майкл — «'39»
16. Queen + Джордж Майкл і Ліза Стенсфілд — «These Are the Days of Our Lives»
17. Queen + Джордж Майкл — «Somebody to Love»
18. Queen + Елтон Джон і Ексл Роуз — «Bohemian Rhapsody», використовуючи те ж саме світлове шоу, як і на «The Magic Tour» 1986 року, для оперної секції та вокалу, використовувалася гра з касети, з оригінальним студійним записом 1970-х років за участю Фредді Мерк'юрі
19. Queen + Елтон Джон і Томі Айоммі — «The Show Must Go On»
20. Queen + Ексл Роуз — «We Will Rock You»
21. Queen + Лайза Міннеллі, вокал підтримувався всіма, хто виступав на концерті — «We Are the Champions»
22. Queen — «God Save the Queen» (закінчення зі стрічки)

### Queen
- Фредді Мерк'юрі — попередньо записані піаніно і вокал (в «Bohemian Rhapsody») і збірка відео з різноманітними взаємодіями з аудиторією під час частини перед розділом концерту «Queen +»
- Браян Мей — електрична і акустична гітари, клавішні (в «Too Much Love Will Kill You» і «Who Wants to Live Forever»), головний вокал (в «Tie Your Mother Down» у першому куплеті та спільний головний вокал з Роджером Тейлором у першому приспіві «Tie Your Mother Down» і «Too Much Love Will Kill You»), спільний головний вокал (в «I Want It All»), бек-вокал
- Роджер Тейлор — ударні, бубон, бек-вокал, спільний головний вокал (в «Tie Your Mother Down» з Браяном Меєм у першому приспіві і в «Under Pressure» як тріо з Девідом Бові і Енні Леннокс у приспівах).
- Джон Дікон — бас-гітара, бек-вокал

### Запрошені музиканти
- Елтон Джон — піаніно в «Bohemian Rhapsody»
- Слеш — електрогітара в «Tie Your Mother Down»
- Томі Айоммі — електрогітара в «Heaven and Hell» (вступ), «Pinball Wizard» (вступ), «I Want It All», «Hammer to Fall», «Stone Cold Crazy» і «The Show Must Go On»
- Іен Хантер — електрогітара і головний вокал в «All the Young Dudes»
- Мік Ронсон — електрогітара в «All the Young Dudes» і «Heroes»
- Девід Бові — альт-саксофон в «All the Young Dudes»
- Джо Елліотт — бек-вокал в «All the Young Dudes»
- Філ Коллен — бек-вокал в «All the Young Dudes»

### Додаткові музиканти
«Queen» підтримували наступні музиканти:
- Спайк Едні — клавішні, піаніно, бек-вокал
- Майк Моран — піаніно в «Who Wants to Live Forever» і «Somebody to Love»
- Джош Макрей — перкусія у всіх треках «Queen»
- Кріс Томпсон — бек-вокал, акустична гітара в «I Want It All», «Crazy Little Thing Called Love» і «Heroes», додаткова перкусія
- Меггі Райдер — бек-вокал
- Міріем Стоклі — бек-вокал
- Лондонський Євангельський госпел-хор — бек-вокал в «Somebody to Love» і «We Are the Champions»
- Джон Джонс — орган і бек-вокал в «We Are the Champions»